# خوسيه مورينو فيلا
خوسيه مورينو فيلا (بالإسبانية: José Moreno Villa)‏ هو لغوي وكاتب ورسام ومترجم وشاعر إسباني، ولد في 16 فبراير 1887 في مالقة في إسبانيا، وتوفي في 25 أبريل 1955 في مدينة مكسيكو في المكسيك.